# مرغ حق کوهی
مرغ حق کوهی (نام علمی: Otus spilocephalus) نام یک گونه از سرده مرغ حق است.